# Marleen Gorris
Marleen Gorris (Roermond, 9 dicembre 1948) è una regista olandese.
Molto conosciuta per aver spesso affrontato temi femministi, ha raggiunto la fama internazionale con L'albero di Antonia (Antonia) che nel 1996 si aggiudicato l'Oscar come migliore film straniero.

## Filmografia
- A Question of Silence (1982)
- Broken Mirrors (1984)
- The Last Island (1990)
- L'albero di Antonia (Antonia) (1995)
- Mrs. Dalloway (1997)
- La partita - La difesa di Lužin (The Luzhin Defence) (2000)
- L'uomo dei miei sogni (Carolina) (2003)
- Viaggio nella vertigine (2009)